# Вантажо-підіймальний механізм
Вантажопідіймальні машини і механізми призначені для переміщення вантажів різного типу і людей в вертикальній і горизонтальній площинах. 

## Класифікація
Залежно від призначення, області використання та конструкції розрізняють: 
- вантажопідіймальні механізми (домкрати, талі, лебідки);
- крани;
- підіймачі;
- маніпулятори і роботи.

За характером дії вантажо-підіймальний механізми відносяться до механізмів періодичної дії, які працюють у повторно - короткотривалому режимі. Основним механізмом будь-якої вантажопідіймальної машини є механізм підйому вантажу (МПВ). В залежності від типу машини в її конструкцію можуть входити механізм переміщення (МПр), механізм повороту (МП), механізм зміни вильоту стріли (МЗВС), механізм переміщення кранового візка (МПКВ), механізм повороту башти (МПБ) або стріли (оголовок) баштових кранів (МПС).